# Penmarch
Penmarc'h hoặc Penmarch (the apostrophe in the name is correct) là một xã của tỉnh Finistère, thuộc vùng Bretagne, miền tây bắc Pháp.

## Dân số
Người dân ở Penmarc'h được gọi là Penmarchais.